# یاسترباتس (ولادیچین خان)
یاسترباتس (به صربی: Jastrebac) یک منطقهٔ مسکونی در صربستان است که در ولادیچین خان واقع شده‌است. یاسترباتس ۲۲۱ نفر جمعیت دارد.